# Шутер, Джим
Джеймс Шутер (англ. James Shooter; 27 сентября 1951, Питтсбург, Пенсильвания, США — 30 июня 2025) — американский писатель, редактор и издатель комиксов. Был девятым главным редактором Marvel Comics и главным редактором Valiant Comics. Скончался 30 июня 2025 года после продолжительной борьбы с раком пищевода.

## Ранние годы
Джим родился в Питтсбурге в семье Кена и Элеоноры «Элли» Шутер, которые были польского происхождения. Он читал комиксы в детстве, но около восьми лет перестал делать это. Его интерес вернулся в 1963 году, в возрасте двенадцати лет, когда он находился в больнице после небольшой операции. Он читал комиксы DC, но ему также понравился стиль Marvel. Шутер подумал, что, если научится писать такие же истории, какие издаёт Marvel, то сможет стать ценным сотрудником DC Comics, чьи комиксы, как он считал, «нуждаются в помощи». Джеймс потратил около года на чтение и изучение комиксов обеих компаний.

## Награды
- 1979 — Eagle Award — «Best Continuing Story» за The Avengers #167, 168, 170—177[8]
- 1980 — Inkpot Award[9]

### Acclaim Comics
- Unity 2000 #1-3 (#4-6 неизданы) (1999—2000)
- The Valiant Deaths of Jack Boniface #1-2 (+ Shadowman vol. 3 #3-4) (1999)

### American Mythology Productions
- Bedtime Stories for Impressionable Children #1 (2017)

### Beyond Comics
- The Writer’s Block #1 (2001)

### Broadway Comics
- Fatale #1-6 (1996)
- Fatale Preview Edition #1 (1995)
- Knights on Broadway #1 (1996)
- Powers That Be #1-6 (1995—1996)
- Powers That Be Preview Edition #1-2 (1995)
- Shadow State #1-5 (1995—1996)
- Shadow State Preview Edition #1-2 (1995)
- Star Seed #7-9 (1996)

### Dark Horse Comics
- Doctor Solar, Man of the Atom #1-8 (2010—2011)
- Magnus, Robot Fighter #1-4 (2010—2011)
- Mighty Samson #1-4 (2010—2011)
- Predator vs. Magnus Robot Fighter #1-2 (1992)
- Turok, Son of Stone #1-4 (2010—2011)

### DC Comics
- Action Comics #339-340, 342—345, 348, 361, 378, 380—382, 384, 451—452 (1966—1975)
- Adventure Comics #346-349, 352—355, 357—380 (1966—1969)
- Captain Action #1-2 (1968)
- Legion of Super-Heroes vol. 5 #37-49 (2008—2009)
- Superboy #135, 140—141, 209—215, 217, 219—224 (1967—1977)
- Superman #190-191, 195, 199, 206, 220, 290 (1966—1975)
- Superman's Pal Jimmy Olsen #97, 99, 106, 110, 121, 123 (1966—1969)
- World's Finest Comics #162-163, 166, 172—173, 177 (1966—1968)

### Defiant Comics
- Charlemagne #1 (1994)
- Dark Dominion #0, 3-4, 6 (1993—1994)
- Dogs of War #1 (1994)
- The Good Guys #1, 3-6 (1993—1994)
- Plasm #0 (1993)
- War Dancer #1-3 (1994)
- Warriors of Plasm #1-7 (1993—1994)

### Intrinsic Comics
- Seven #1 (2007)

### Marvel Comics
- The Amazing Spider-Man No. 208 (1980), Annual #21 (1987)
- The Avengers #151, 156, 158—168, 170—177, 188, 200—202, 204, 211—222, 224, 266 (1976—1986)
- Black Panther #13 (1979)
- Captain America #232, 259 (1979—1981)
- Daredevil #141, 144—151, 223 (1977—1985)
- Dazzler #29, 31-32, 35 (1983—1985)
- The Defenders #69 (1979)
- Dreadstar #1 (1982)
- Fantastic Four #182-183, 296 (1977—1986)
- Fantastic Four Roast #1 (1982)
- Ghost Rider #19, 23-27, 57 (1976—1981)
- Heroes for Hope: Starring the X-Men #1 (1985)
- The Hulk! #23 (1980)
- Iron Man #90, 129 (1976—1979)
- Marvel Chillers #7 (1976)
- Marvel Fanfare #1, 4-7, 9, 11, 13, 17, 19 (1982—1985)
- Marvel Fumetti Book #1 (1984)
- Marvel Graphic Novel No. 12, 16 (1984—1985)
- Marvel Super-Heroes #11 (1992)
- Marvel Team-Up #107, 126 (1981—1983)
- Marvel Treasury Edition #28 (1981)
- Marvel Two-in-One #23-24 (1977)
- Ms. Marvel #5 (1977)
- Official Handbook of the Marvel Universe #6 (1983)
- Phoenix: The Untold Story #1 (1984)
- The Saga of Crystar, Crystal Warrior #1 (text article) (1983)
- Secret Wars #1-12 (1984—1985)
- Secret Wars II #1-9 (1985—1986)
- The Spectacular Spider-Man vol. 2, #3, 56-57, 59 (1977—1981)
- Star Brand #1-7 (1986—1987)
- Super-Villain Team-Up #3, 9 (1975—1976)
- Team America #1-2, 8, 11, 12 (1982—1983)
- Thor #385 (1987)
- The Tomb of Dracula vol. 2 #6 (1980)
- Web of Spider-Man #22, 34 (1987—1988)
- What If … ? #3, 34 (1977—1982)
- X-Men vs. The Avengers #4 (1987)

### Valiant Comics
- Archer & Armstrong #0, 1-2 (1992)
- Eternal Warrior #1-3 (1992)
- Harbinger #1-10 (1992)
- Magnus, Robot Fighter #0, 1-16, 18-20 (1991—1993)
- Nintendo Comics System #1 (1991)
- Rai #1-4 (1991—1992)
- Rai vol. 2 #7, 0 (1992)
- Shadowman #1-2, 4-6 (1992)
- Solar, Man of the Atom #1-15 (1991—1992)
- Unity #0-1 (1992)
- World Wrestling Federation: Lifestyles of the Brutal and Infamous (1991)
- X-O Manowar #1-3, 5-6 (1992)

### Valiant Entertainment
- Harbinger: The Beginning HC (2007)
- Archer & Armstrong: First Impressions HC (2008)